# Kirsten Hermansen
Kirsten Hermansen (født 21. februar 1930 i København, død 8. november 2015) var en dansk sopran.
Fra 1955, da hun debuterede i titelrollen i Benjamin Brittens Lucretia, til 1983 sang hun en række partier i det lyriske fag på Det Kgl. Teater.
Hun medvirkede i flere film og sang i tv-serien Matadors fjerde afsnit.
Kirsten Hermansen helligede sig fra 1983 pædagogisk virksomhed. Hun var Ridder af Dannebrog.